# Proformica kusnezowi
Proformica kusnezowi är en myrart som först beskrevs av Santschi 1928.  Proformica kusnezowi ingår i släktet Proformica och familjen myror. Inga underarter finns listade i Catalogue of Life.